# Albert Blanquet
Pour les articles homonymes, voir Blanquet.
Albert Blanquet, né le 30 novembre 1821 à Paris et mort le 10 juin 1875 au Vésinet, est un chroniqueur, écrivain et dramaturge français.

## Biographie
Albert Blanquet a longtemps tenu une chronique à La Liberté sous le nom de plume de « Crysale », sous lequel il a également écrit Les Femmes (1875).

## Œuvres
- La Citoyenne ! Chant patriotique, musique de Paul Henrion, 1848.
- Dieu ne le veut pas, réponse à M. le vicomte d’Arlincourt, 1849.
- La Giralda de Séville, 1852.
- Amour et Caprice, comédie en 1 acte, en vers, avec Louis Judicis, Odéon, 18 septembre 1854.
- Le Capitaine Osorio, 1854.
- Laurence, 1855.
- Les Amours de d’Artagnan, 1858.
- Les Bains de mer des côtes normandes, guide pittoresque, 1859.
- Le Parc aux cerfs, 1860.
- Le Roi d’Italie, roman historique, 1860.
- La Belle Féronnière, 1862.
- Les Chevaliers de l’as de pique. La Reine du tapis-vert, 1863.
- Les Enfants du curé, 1864.
- El Contrabandista !, chant espagnol, musique de Paul Henrion, 1865.
- La Mye du roi, 1866.
- La Vie au quartier Latin, 1868.
- Les Belles Dames du Pré aux clercs, 1869.
- La Maitresse du roi, 1870.
- Les Amazones de la Fronde, 1873.
- Les Femmes, sous le nom de plume de « Chrysale », 1875.
- Les Bâtards de Borgia,  1878.
- Fleur-de-Marie, 1880.
- Le Marquis de Brunoy, 1881.